# Шафигулин, Алексей Леонидович
Алексей Леонидович Шафигулин российский пловец, заслуженный мастер спорта России, многократный чемпион мира, Европы и России.

## Биография
С 2000 года занимается плаванием в ластах.
В 2007 году стал победителем и призёром Первенства России на дистанциях 800, 1500 и 400 м.
В 2008 году был признан сильнейшим спортсменом Первенства России, победитель на дистанциях 800 и 1500 м, призёр на дистанции 400 м, победитель финала Кубка мира.
В 2009 году был призёром на Кубке и Чемпионате России (серебряный призёр на дистанциях 1500 и 800 м), финалист чемпионата мира
В 2010 году стал победителем Кубка и Чемпионата России, бронзовым призёром чемпионата Европы по плаванию в ластах, победитель на дистанции 6000 м, бронзовый призёр в составе эстафеты 4×3000 м в чемпионате Европы по марафонским заплывам в ластах.
В 2011 году — победитель Кубка и Чемпионата России на дистанциях 1500 и 800 м; бронзовый призёр Чемпионата мира в Венгрии на дистанциях 800 м и 1500 м, установил Рекорд России на 1500 м; победитель в составе эстафеты 4×3000 м и бронзовый призёр на дистанции 6000 м в Чемпионате мира по марафонским заплывам в ластах.
В 2012 году — победитель Кубка и Чемпионата России на дистанциях 800 и 1500 м; бронзовый призёр чемпионата мира в Италии на дистанции 1500 м; победитель чемпионата мира по марафонским заплывам в ластах на дистанции 6000 м и в эстафетном плавании 4×3000 м.
В 2013 году обновил собственный рекорд России, став победителем Кубка России на дистанции 1500 м, серебряный призёр на дистанции 800 м; победитель (1500 м) и серебряный призёр (800 м) Чемпионата России; победитель (1500 м) и бронзовый призёр (800 м) Чемпионата мира (г. Казань); победитель Чемпионата мира по марафонским заплывам в ластах в эстафетном плавании 4×3000 м.
Четыре раза становился «Лауреатом спорта Ярославской области» по неолимпийским видам спорта по итогам 2008, 2010, 2011 и 2012 г.
Попал в энциклопедию «Одарённые дети России» за 2010 г.
Имеет сертификат ADWANS SCUBA DIVER, сертификат первой ступени по фридайвингу.
Является судьёй по спорту 3 категории